# Solidaritat dels Treballadors Bascos
Solidaritat dels Treballadors Bascos (oficialment en basc i castellà: Eusko Langileen Alkartasuna-Solidaridad de los Trabajadores Vascos, ELA-STV) és un sindicat nacionalista basc, històricament lligat al Partit Nacionalista Basc (PNB). Endemés de nacionalista basc, és confessional i defensor de la propietat privada.
Va ser fundat el 23 de juliol de 1911 a Bilbao sota el nom Solidaritat d'Obrers Bascs i amb la intenció de minorar la influència dels sindicats de classe (UGT i CNT) entre els treballadors bascs, en concret entre els d'origen basc en contra posició dels provinents d'altres llocs. En les seves primeres fases el sindicat realitzava tasques d'assistència social entre els seus afiliats. El seu cap fou durant molts anys Manuel Robles Aranguiz.
La idea d'un dels seus impulsors, l'empresari Ramón de la Sota, era fer-ne un sindicat groc, de manera que el 1920 s'havia oposat a una vaga organitzada per la UGT amb piquets, però el 5 de gener del 1922 va promoure una vaga a Euskalduna (ja tenia 10.000 afiliats), i de la Sota acomiadà mil treballadors.
L'expansió d'ELA-STV va ser molt ràpida als territoris de Guipúscoa i Biscaia, de manera que el 1920 era el sindicat majoritari al sector del ferrocarril, però més lenta a Navarra i Àlaba. Editaven el diari Eusko Langille, dirigit aleshores per Adolfo Larrañaga.
Avui dia, és el sindicat més fort al País Basc en nombre d'afiliats i delegats. Li segueixen CCOO-Euskadi i LAB.

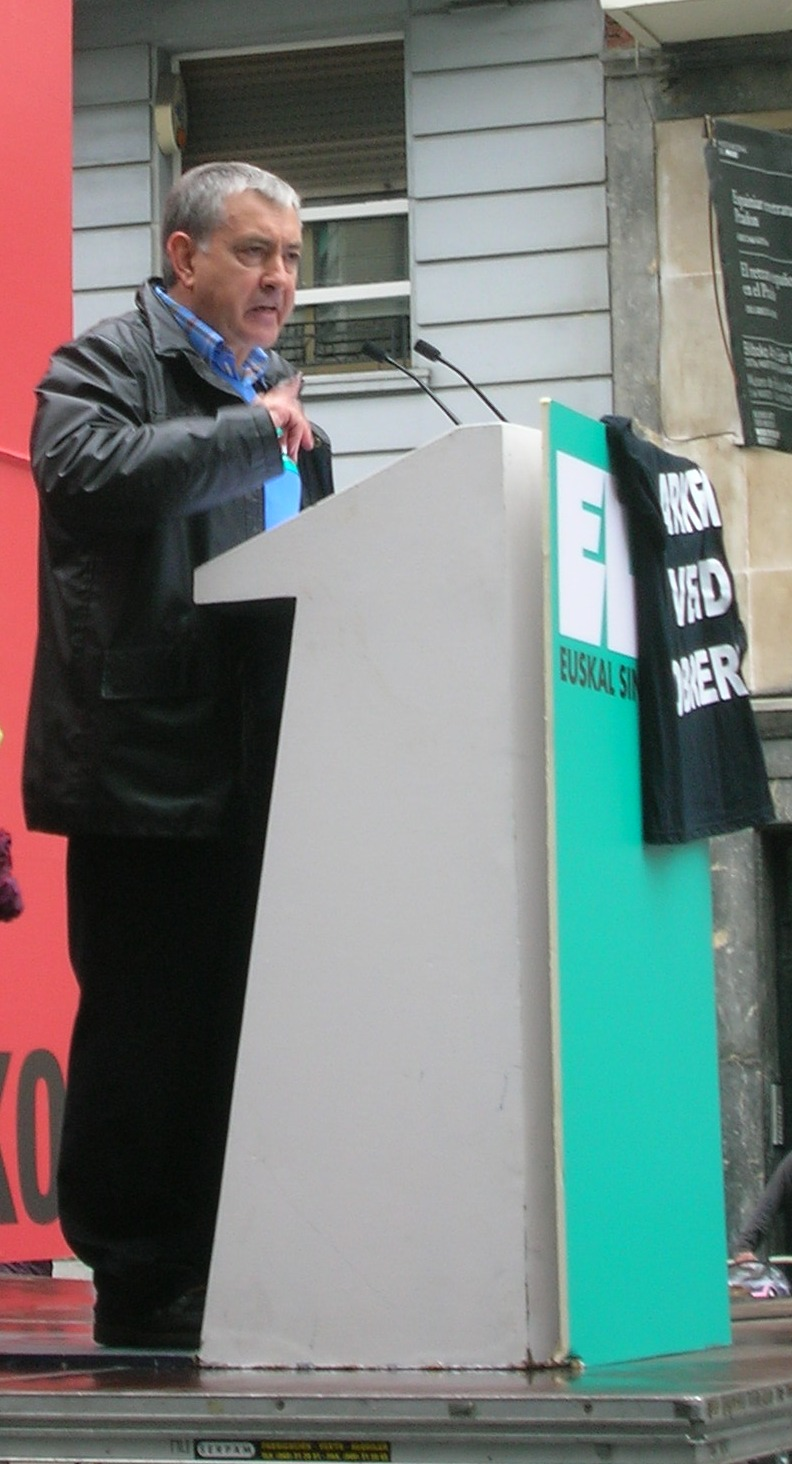
Jose Elorrieta, secretari general de ELA

## Història

### Primer Congrés (1929)
El seu primer congrés es va celebrar els dies 12 i 13 d'octubre de 1929 en el frontó Astelena d'Eibar. Proposa fomentar el cooperativisme.

### Segon Congrés (1933)
Va ser celebrat en Vitòria durant els dies 29 i 30 d'abril i 1 de maig, amb 274 delegats i 40.000 afiliats (que augmentaren a 50.000 el 1936). Consagra la unió del Sindicato Obrero Vasco (SOV) i la Solidaridad de Empleados Vascos (SEV) d'Eliodoro de la Torre. Robles Aranguiz en serà president fins a la seva mort el 1982. S'aprovà la doble afiliació amb el PNB, de manera que Francisco Basterrechea, Eliodoro de la Torre, Jesús María de Leizaola, José María Lasarte i Manuel Robles Aranguiz foren diputats a Corts a les eleccions generals espanyoles de 1933. Es produïx el canvi de nom a ELA-STV.

### Tercer Congrés (1976)
Estava previst celebrar-se a Pamplona el 1936, però la guerra civil espanyola va interrompre les activitats d'aquest sindicat durant 40 anys. En acabar la guerra civil espanyola la direcció s'instal·là a Baiona i obrí delegacions a Mèxic, Xile, Argentina, Veneçuela, Colòmbia, EUA i Gran Bretanya. El 1944 fou una de les promotores del pacte Galeusca i va participar en la vaga general de 1947 i en totes les vagues que es van declarar sota el franquisme el 1951, 1953, 1956 i 1957. El 1964 va patir l'escissió d'ELA-berri i el 1971 fou un dels promotors del Front Nacionalista Basc.
Posteriorment se celebraria el 1976 a Zornotza i Eibar, i va unificar tots els sectors del sindicat, llevat el de Leioa, dirigit per Kepa Anabitarte; en el congrés es definí com a sindicat de classe, anticapitalista, independent, unitari i internacionalista, i nomenen Manuel Robles Aranguiz president i Alfonso Etxebarria secretari general. Foren criticats per Xabier Arzalluz per allunyar-se ideològicament del PNB. Durant la transició ELA es va oposar als Pactes de la Moncloa.

### Quart Congrés
Ací ELA va acordar donar suport a l'Estatut de Gernika, encara que va advertir de les seves manques en polítiques socials.
En l'actualitat és la primera central sindical d'Euskadi amb diferència i una important força sindical a Navarra. Compta amb més de 100.000 afiliats.

## ENB-ENA
Euzko Nekarazi Bazkuna-Euzko Nekarazi Alkartasuna (ENB-ENA) és un sindicat de pagesos basc, proper al sindicat nacionalista ELA-STV. L'ENB és d'àmbit guipuscoà i l'ENA d'àmbit biscaí.